# بحيرة هندرسون (نيويورك)

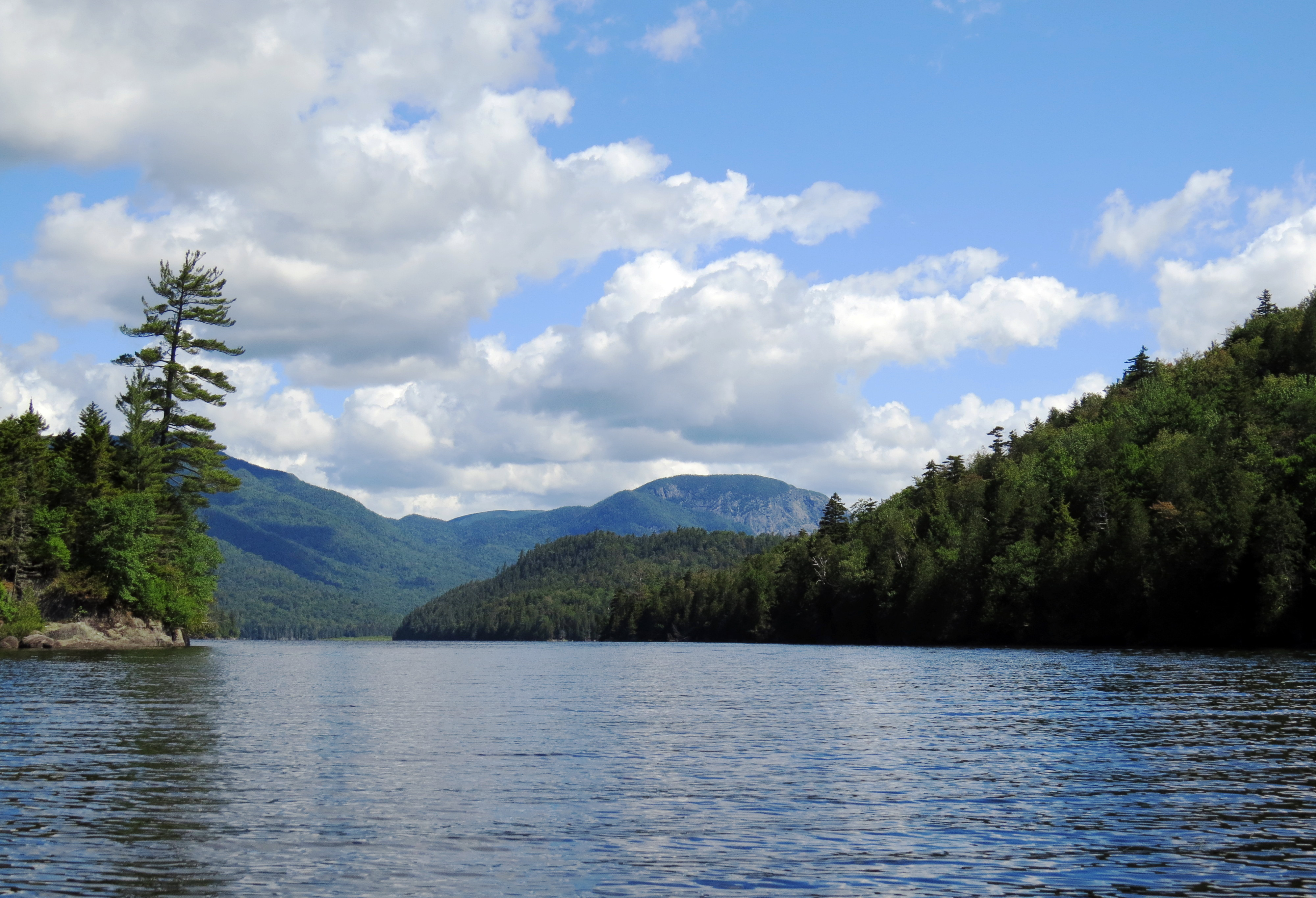
تتجه بحيرة هندرسون إلى الشمال الغربي باتجاه جبل والفايس

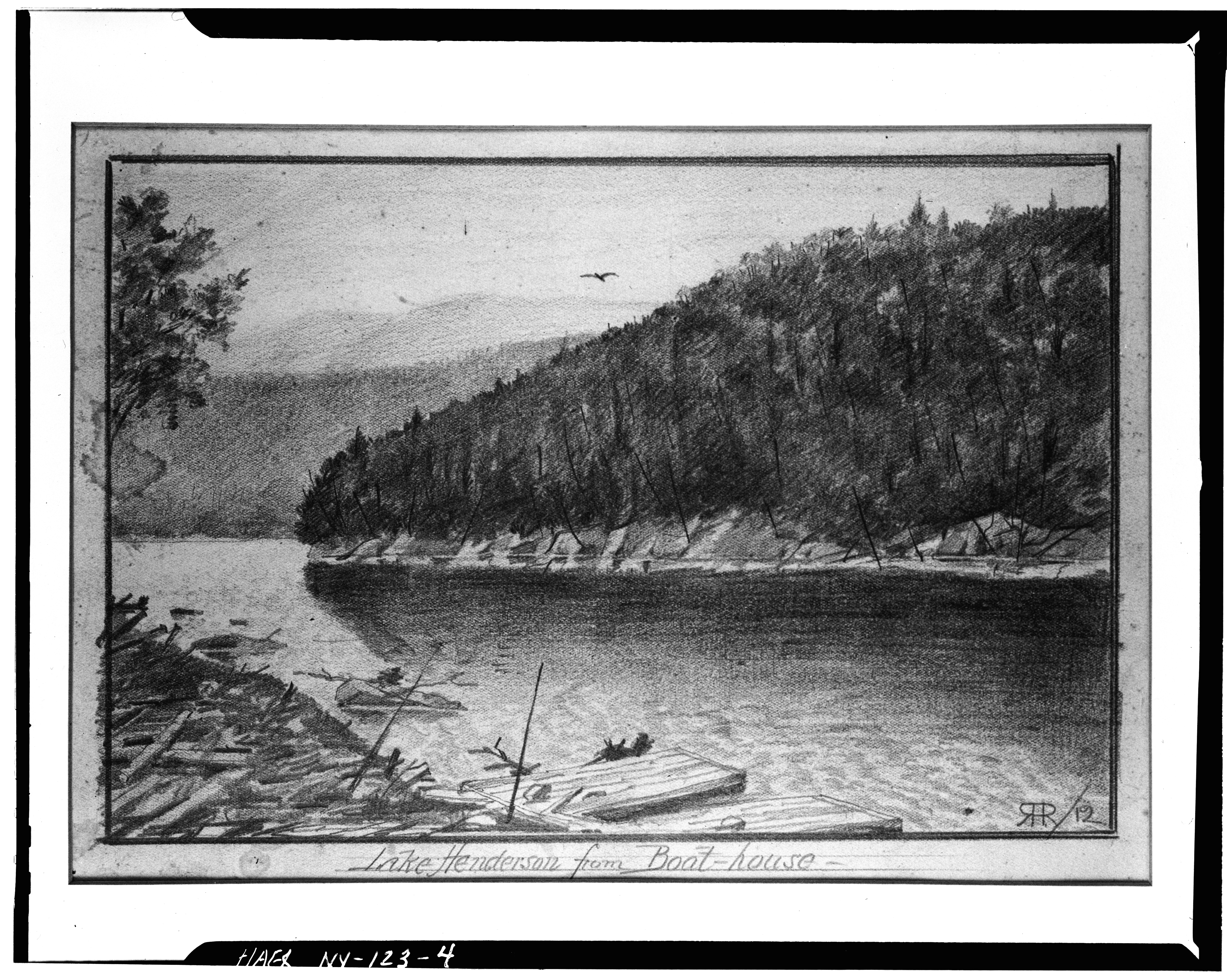
بحيرة هندرسون عام 1914تقريباً

بحيرة هندرسون، هي بحيرة تقع في جبال أديرونداك في بلدة نيوكومب مقاطعة إسيكس نيويورك في الولايات المتحدة تم تسميتها في عام 1826 على اسم ديفيد هندرسون أحد مؤسسي شركة إلبا للحديد بالقرب من بحيرة بلاسيد نيويورك والأعمال العليا في تاهاوس نيويورك يستشهد رسامو الخرائط بالبحيرة بشكل أساسي على أنها المكان الذي يبدأ فيه نهر هدسون كما هو مسمى رسميًا حيث يتدفق من الطرف الشرقي ومخرج البحيرة على الرغم من أن مصدر النهر عادةً ما يتم تتبعه عبر إنديان باس بروك والمجاري المائية الأخرى إلى بحيرة دموع الغيوم.

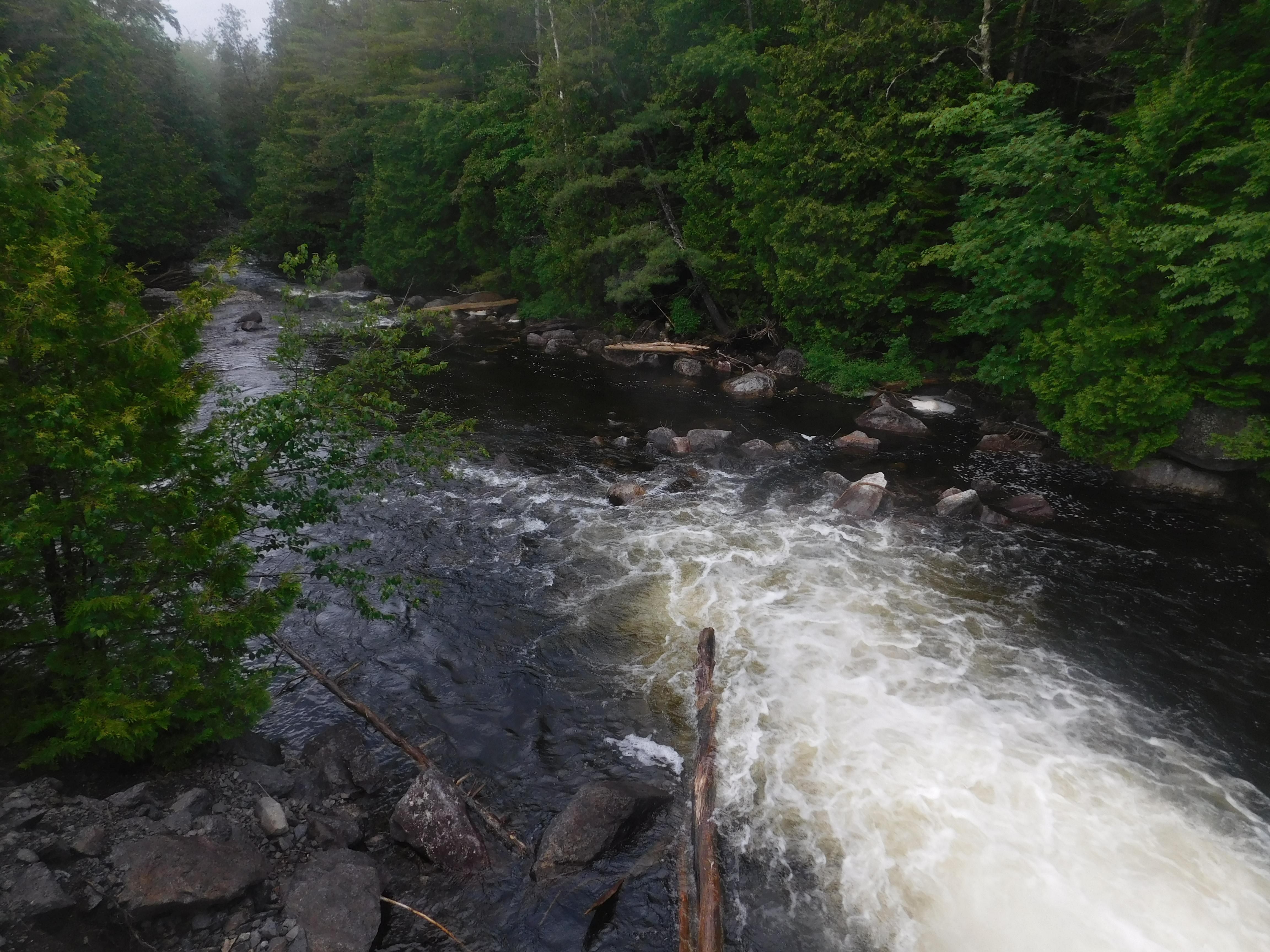
نهر هدسون يتدفق من بحيرة هندرسون في تاهاوس